# Aeropuerto de la Isla de Man
El Aeropuerto de la Isla de Man (IATA: IOM, OACI: EGNS) (también conocido como Ronaldsway Airport) es el principal aeropuerto civil de la Isla de Man. Está localizado al sur de la isla, en Ronaldsway cerca de Castletown, 6 millas al suroeste de Douglas, capital de la Isla de Man. El aeropuerto tiene vuelos regulares al Reino Unido, Irlanda, Suiza y las Islas del Canal.

## Historia
Ronaldsway fue utilizado por primera vez como aeródromo en 1929 con un servicio de pasajeros con el Reino Unido; empezando en 1933, a ser operado por Blackpool y West Coast Air Services (después West Coast Air Services). Más tarde, Aer Lingus y Railway Air Services (RAS) pusieron nuevos vuelos en 1934.  Desde 1937 las operaciones de RAS a la isla más grande del Reino Unido fueron transferidas a Isle of Man Air Services. En una ampliación del aeropuerto Ronaldsway ejecutada en 1936, los obreros descubrieron una gran tumba que creían podía contener los restos de los soldados muertos en la Batalla de Ronaldsway en 1275.

### Segunda Guerra Mundial

#### RAF Ronaldsway
El aeródromo estaba bajo control de la Royal Air Force al comienzo de la Segunda Guerra Mundial. Conocido como RAF Ronaldsway, fue uno de los pocos aeródromos que continuó funcionando para vuelos civiles durante el período bélico.
El aeródromo fue utilizado por el escuadrón n.º 1 de GDGS (Escuela de Defensa Terrestre y Tiro) dirigiendo aviones Westland Wallace, cuyas defensas se disparaban desde los campos de tiro de la Isla St. Michael (Fort Island) y de Santon Head.
Las operaciones de la RAF continuaron hasta 1943 cuando el aeropuerto fue entregado al Almirantazgo para que fuese desarrollado como una estación de entrenamiento de la sección de la Fuerza Aérea de la Flota.

#### HMSUrley
La plataforma naval aérea, RNAS Ronaldsway, fue retirada del aeropuerto por la comisión en 1943 durante al menos doce meses para un desarrollo importante. En el verano de 1944 el aeródromo había evolucionado desde un área de aterrizaje de hierba con algunos hangares hasta un aeropuerto de cuatro pistas con la infraestructura para alojar y operar tres escuadrones de entrenamiento usando los bombarderos y antisubmarinos Barracuda.
Renombrado como HMS Urley (Manx de Águila) retomó las operaciones del almirantazgo en el verano de 1944, el principal papel del aeropuerto era ser una activa plataforma de aviones torpederos. El destacamento 1 de la OTU consistente en los escuadrones 710, 713 y 747, compartió operaciones con la Fuerza Aérea de la Flota hasta el cese de las hostilidades en 1945.

### Posguerra
El aeropuerto volvió a funcionar para vuelos civiles inmediatamente después del conflicto, pero el aeropuerto permaneció en posesión del almirantazgo hasta que fue vendido al gobierno de la Isla de Man por 200.000 libras esterlinas en 1948, muy lejos del millón de libras esterlinas que el Gobierno del Reino Unido había gastado en las edificaciones y pistas del aeropuerto, más las 105.000 libras esterlinas que pagó el almirantazgo en 1943 para adquirir el lugar.
El Museo Militar y de la Aviación de Man está situado junto al aeropuerto y ofrece exhibiciones e información sobre la historia de la aviación en la isla.

## Ampliación

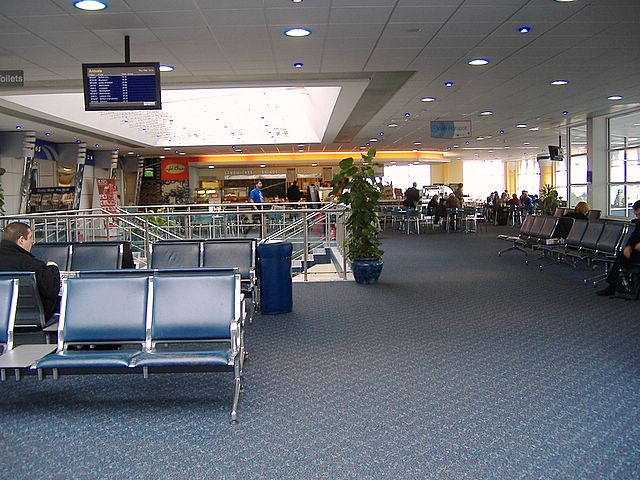
Interior de la terminal en 2007

Un proyecto diseñado por Ellis Brown Architects comenzó en noviembre de 1998 para ampliar el aeropuerto y mejorar las instalaciones orientadas a los pasajeros. En marzo de 2000 se inauguró la ampliación, proporcionando una nueva área de restaurantes, otra de llegadas, una sala de recogida de equipajes y una sala de embarque. Las partes ya existentes del aeropuertos fueron reestructuradas para proporcionar una mejora de las instalaciones de facturación y oficinas, unido a una nueva entrada al aeropuerto. Durante el periodo de ampliación y renovación, también se remodeló la escultura característica que adornaba la fachada del aeropuerto, las tres piernas de Man. 
En marzo de 2006 Tynwald garantizó la extensión para incrementar el número de puertas de embarque, trabajando en su conclusión hasta verano de 2007.
En abril de 2008 Tynwald garantizó una mayor extensión de pista y un proyecto de reasfaltado del aeropuerto. La pista sería extendida en 245 metros dentro del mar de Irlanda con la construcción de un promontorio rocoso. Esto es parte del plan de 44 millones de libras esterlinas que también incluía el reasfaltado de la pista durante el verano de 2008 y el programa de expansión comenzaría en primavera de 2008 y se espera que esté concluido en diciembre de 2009. Los directivos del aeropuerto han negado que la expansión esté enfocada al uso de la pista por parte de aviones pesados en el futuro. El reasfaltado y la expansión va encaminada a cumplir con los últimos estándares de seguridad internacional.

## Aerolíneas y destinos

### Pasajeros
| Aerolíneas          | Destinos                                                                              |
| ------------------- | ------------------------------------------------------------------------------------- |
| Aer Lingus Regional | Belfast–City, Dublín                                                                  |
| easyJet             | Belfast-International, Brístol, Liverpool, Londres-Gatwick, Mánchester                |
| Loganair            | Birmingham, Edimburgo, Liverpool, Londres-City, Londres-Heathrow, Mánchester, Newquay |

### Carga
| Aerolíneas       | Destinos      |
| ---------------- | ------------- |
| West Atlantic UK | East Midlands |

## Estadísticas
En 2007 pasaron por el aeropuerto 753,894 pasajeros, un 4.0% menos que en 2006, año en que fue de 785,042. La carga aérea en el aeropuerto alcanzó su récord a finales de los 90 hasta alcanzar las 4,000 toneladas al año, sin embargo la quiebra de Emerald Airways supuso una significativa reducción de carga y en 2007 sólo 533 toneladas pasaron por el aeropuerto.
Ver fuente y consulta Wikidata.

## Transporte terrestre
Existen servicios de bus proporcionados por Transporte de la Isla de Man y las rutas 1 y 2 llegan a Douglas, Castletown, Port Erin y otros destinos que conecta el aeropuerto con estos destinos cada hora, y cada media hora en hora punta. El Isle of Man Railway también para en la estación de Ronaldsway, haciendo posible la oportunidad única de viajar a un aeropuerto de las islas británicas con una locomotora de vapor.